# Bipuncticoris triplex
Bipuncticoris triplex är en insektsart som beskrevs av Alan C. Eyles och Carvalho 1995. Bipuncticoris triplex ingår i släktet Bipuncticoris och familjen ängsskinnbaggar. Inga underarter finns listade i Catalogue of Life.